# Elizabeth Bice
Elizabeth Bice ist eine US-amerikanische Opernsängerin (Sopran) und Musikpädagogin.

## Leben
Bice interpretiert zeitgenössische Musik, so umfasst ihr Repertoire Werke von Sylvano Bussotti, Pierre Boulez, Adriano Guarnieri, Vaclav Kucera, Krzysztof Penderecki und Thomas Müller.
Mehrere Stücke wurden von ihr ur- und erstaufgeführt, beispielsweise Guarnieris Giustizia Cara mit dem Scottish Chamber Orchestra beim Festival Verdi in Parma, Buchholz’ Scharakan mit dem Ensemble Konfrontation, Alexander Raskatows Kaddish und Müllers Hommage a la Femme. Sie ist nach Carla Henius die zweite Interpretin überhaupt der Gesänge von Theodor W. Adorno.
Bice lebt in Wien und unterrichtet am Performing Center Austria.
Bice war Sommerdozentin am American Institute of Musical Studies in Graz, Österreich.